# Norrön (Jurmo, Brändö, Åland)
Norrön med Träskholm, Börkeholm, Älesholm och Västerholm är öar i Åland (Finland). De ligger i Skärgårdshavet och i kommunen Brändö i landskapet Åland, i den sydvästra delen av landet. Öarna ligger omkring 78 kilometer nordöst om Mariehamn och omkring 220 kilometer väster om Helsingfors.
Öarnas sammanlagda area är 2,58 kvadratkilometer och deras största längd är 2,5 kilometer i sydväst-nordöstlig riktning. Öarna höjer sig omkring 10 meter över havsytan.
På mindre högupplösta kartor är Norrön helt sammanvuxen med skären Börkeholm, Älesholm och Träskholm i söder, så att Norrfladan bara har utlopp mot öster mellan Norrön och Träskholm, medan mer detaljerade kartor och ortofoton visar att en muddrad kanal skiljer Börkesholm och Älesholm, så att Älesholm och Träskholm bildar en egen enhet.

## Delöar och uddar
- Norrön 60°33′08″N 21°02′48″Ö / 60.55226°N 21.04679°Ö
- Träskholm 60°32′50″N 21°03′55″Ö / 60.54732°N 21.06532°Ö
- Brämnäs 60°33′21″N 21°01′54″Ö / 60.55579°N 21.03165°Ö (udde)
- Börkeholm 60°32′39″N 21°02′48″Ö / 60.54422°N 21.04662°Ö
- Älesholm 60°32′28″N 21°03′17″Ö / 60.54114°N 21.05463°Ö
- Långören 60°33′04″N 21°04′05″Ö / 60.55123°N 21.06808°Ö (udde)
- Kalskär 60°32′49″N 21°03′08″Ö / 60.54686°N 21.05211°Ö (udde)
- Västerholm 60°32′25″N 21°02′38″Ö / 60.5402°N 21.04395°Ö
- Laxnäs 60°33′24″N 21°03′38″Ö / 60.55679°N 21.06064°Ö (udde)